# Лозинський Володимир Федорович
Володи́мир Фе́дорович Лози́нський (6 січня 1955, Сопичі, Погарський район, Брянська область, РРФСР, СРСР — 17 липня 2020, Київ) — радянський футболіст, правий захисник; український футбольний тренер. Майстер спорту міжнародного класу (1984).

## Кар'єра

### Клубна
Народився 6 січня 1955 року в селі Сопичі Брянської області, але незабаром родина переїхала до Києва. Жили Лозинські на Дарниці, на тодішній робітничій околиці міста.
Розпочав займатись футболом у дитячій футбольній секції «Схід» у Віталія Баранова, а коли «Динамо» (Київ) оголосило набір молодшої групи, його брат Олександр привів його на перегляд, забравши прямо зі школи. Там на перегляді його обрали Олександр Леонідов та Віталій Голубєв, які і стали першими тренерами хлопця.
Згодом Лозинський потрапив до Євгена Котельникова, як використовував хлопця на позиції нападника — міцний, непоступливий юний футболіст багато забивав, часто повертався з турнірів найкращим бомбардиром. Втім коли Михайло Коман із Анатолієм Пузачем почали залучати до ігор дубля «Динамо» випускників школи підготовки 1955 р.н., вони побачили в Лозинському задатки флангового футболіста. Спочатку — правого півзахисника, а з часом — і правого захисника. Саме на цій позиції Володимир і провів усю дорослу кар'єру.
Лозинський дебютував за першу команду «Динамо» 4 квітня 1976 року, вийшовши на заміну на 75 хвилині домашнього матчу з московським «Динамо» замість Володимира Безсонова. А загалом Володимир відіграв шість ігор за «Динамо» в сезоні весни 1976 року. Влітку 1977 року, коли міста-побратими Київ і Флоренція проводили низку культурних заходів, пройшов і товариський матч «Динамо» — «Фіорентина». Лозинський добре себе показав, підопічні Валерія Лобановського завдали поразки команді під керівництвом Карло Маццоне (4:2), і відтоді Володимир став на довгі роки основним правим захисником киян, достойно замінивши віце-чемпіона Європи Володимира Трошкіна, що саме тоді покинув київський клуб. В першому ж повноцінному сезоні 1977 року Лозинський виграв з командою золоті нагороди чемпіонату.
|                        | Мій великий попередник Володимир Трошкін став моїм вихователем і наставником, коли я ще грав за дубль. Це був для мене справжній кумир – я захоплювався його грою на правому фланзі, тоді в СРСР ніхто не міг зрівнятися з ним за швидкістю та регулярністю підключень до атак. І коли він взяв наді мною «шефство», я був дуже вдячний і вчився у нього. Як мені не по собі було, коли назвали склад на «Фіорентину», а я на місці самого Трошкіна! Але він підійшов, обійняв і каже: «Володя, ти вмієш грати, виходь і покажи це». Після цього з'явилася впевненість і наснага. |
| — Володимир Лозинський | |

У чемпіонатах СРСР за «Динамо» Лозинський провів 234 матчі і забив 9 голів у 1976-84 роках. Тричі став чемпіоном СРСР (1977, 1980 та 1981), ще двічі здобув срібні медалі (1978 і 1982), одного разу — бронзову (1979). Став володарем Кубка СРСР у 1978 і 1982 роках. Виграв Кубок сезону 1981 року. Провів у єврокубках 24 матчі (14 у Кубку чемпіонів, 10 — у Кубку УЄФА). Чотири рази називався у списку «33-х найкращих» за підсумками сезонів чемпіонату СРСР — № 1 (1979), № 2 (1980, 1982), № 3 (1983). В 1980—1981 роках він відіграв 45 матчів за «Динамо» поспіль без замін, за що отримав спеціальний кубок із написом «Незамінний». Висока фізична готовність, рухова активність, бойовитість стали його відмітними якостями.
По завершенні сезону 1984 Лозинський покинув «Динамо» і у 1985—1986 роках грав у Вищій лізі СРСР в харківському «Металісті», а у сезоні 1987 грав за клуби другої ліги СКА (Київ) та «Кривбас» (Кривий Ріг).
Грати закінчив 1990 року в «Кремені», який наступного сезону очолив як головний тренер.

### У збірній СРСР
У 1979 році в складі збірної УРСР став бронзовим призером Спартакіади народів СРСР.
У складі національної збірної СРСР дебютував 14 жовтня 1979 року в товариському матчі проти Румунії (3:1), після чого у 1981—1982 роках зіграв у двох відбіркових матчах до чемпіонату світу 1982 року, допомігши команді пробитись на мундіаль вперше за 12 років. Втім на «мундіаль» поїхати завадив випадок: після заключного матчу чемпіонату СРСР 1981 року «Динамо» з перемогою повернулося з Москви, вигравши там 2:1 у «Спартака», і Лозинський разом із, Безсоновим та Андрієм Балем зібралася в Анатолія Дем'яненка відсвяткувати чемпіонство. В результаті Володимир прийшов додому під ранок і не поставивши будильник не встиг на літак, який відвозив динамівців Києва в Тбілісі — де збірна СРСР збиралась напередодні відбіркового матчу на чемпіонат світу проти Уельсу. Лобановський вирішив не чекати Лозинського, сказавши «Хай Лозинський пішки добирається». В результаті у фінальній заявці на позиції Лозинського головний тренер збірної Костянтин Бєсков включив інших «динамівців» — мінчанина Сергій Боровського та тбілісця Тенгіза Сулаквелідзе.
Після «мундіалю» Бєсков був звільнений і під керівництвом Лобановського, який очолив збірну, Лозинський зіграв свій останній четвертий матч за збірну — 13 жовтня 1982 року проти Фінляндії (2:0) в рамках відбору на Євро-1984.

### Тренерська

Могила Володимира Лозинського, Байкове кладовище

У 1996—2003 роках — тренер і головний тренер ЦСКА (Київ), під його керівництвом на найвищому рівні почали грати Віталій Рева, Сергій Федоров, Руслан Костишин, Сергій Закарлюка, Едуард Цихмейструк та інші.
У першій половині 2004 року — головний тренер «Ворскли», після чого був спортивним тренером футбольного клубу «Освіта» (Київ), а потім багато років очолював студентську збірну України. Під керівництвом Лозинського вона двічі поспіль (2007 та 2009) виграла Всесвітню Універсіаду, а до того доходила до півфіналу, що є й залишається найвищим досягненням в історії студентського футболу України.
У 2007—2010 — тренер-селекціонер «Динамо» (Київ), після чого працював у ДЮФШ «Динамо» імені Валерія Лобановського. В останні роки входив у тренерський штаб ветеранської збірної України, зокрема під його керівництвом 2016 року ветеранська збірна України здобула перемогу на міжнародному турнірі в Чикаго (США).
Навесні 2019 року стало відомо про важку хворобу Лозинського, йому збирали гроші на лікування. Втім 17 липня 2020 року Лозинський помер. Громадянська панахида і прощання з Володимиром Федоровичем відбулась у понеділок, 20 липня, в Олімпійському дворику НСК «Олімпійський». Після панахиди Володимир Лозинський був похований на ділянці 42а Байкового кладовища (50°25′17.95″ пн. ш. 30°30′27.56″ сх. д. / 50.4216528° пн. ш. 30.5076556° сх. д.).

## Досягнення
- Чемпіонат СРСР:

Чемпіон (3): 1977, 1980, 1981.
Срібний призер (2): 1978, 1982.
Бронзовий призер (1): 1979.
- Володар Кубка СРСР (2): 1978, 1982.
- Володар Кубка сезону СРСР (2): 1977, 1980.
- Бронзовий призер Спартакіади народів СРСР (1): 1979.
- У списку 33 найкращих футболістів сезону 4 рази: № 1 — 1979 р., № 2 — 1980, 1982, № 3 — 1983.